# Caballo mallorquín
El caballo mallorquín es una raza de caballo propia de la isla de Mallorca.
Tiene su origen en los caballos meridionales de la península ibérica. Es un pariente estrecho del caballo menorquín y del caballo catalán, este último ya extinguido. También tiene algunas características seguramente obtenidas de los caballos del norte de la península como la capa de pelaje y su color.
Actualmente hay unos 150 ejemplares. Fue reconocido como raza en 1988 por la Jefatura de Cría Caballar del Ministerio de Defensa.
Su uso original había estado en los trabajos del campo pero actualmente se cría para la equitación y la alta cotización que tiene hace prever la preservación de la raza.

## Características
- Capa de pelaje de color negro.
- Figura esbelta.
- Cuello corto y poco ancho.
- Pecho ancho.
- Carácter tranquilo.
- Cabeza alargada media tirando a grande y con pocas carnes.
- Arcadas orbitales marcadas.
- Ojos oscuros.
- Ollares poco marcados.
- Morro ancho.
- Orejas levantadas, casi siempre llenas de pelo y pequeñas.
- La cola se encuentra baja y su pelo es largo, fuerte y abundante.
- Es un caballo que se volvió a crear tras haberse dado por extinguido en 1989.